# Peng Xuefeng
Peng Xuefeng (em chinês:  彭雪枫, 9 de setembro de 1907 - 11 de setembro de 1944) foi um general chinês do Novo Quarto Exército durante a Segunda Guerra Sino-Japonesa.

## Biografia
Peng Xuefeng nasceu no Condado de Zhenping, em Henan. Apesar do sobrenome, ele não era parente do Marechal Peng Dehuai.
Peng foi morto em combate no condado de Xiayi, em Henan, 5 meses antes do nascimento de seu filho. Peng tinha 37 anos. O filho de Peng é Peng Xiaofeng, um general reformado do Exército de Libertação Popular.

## Galeria

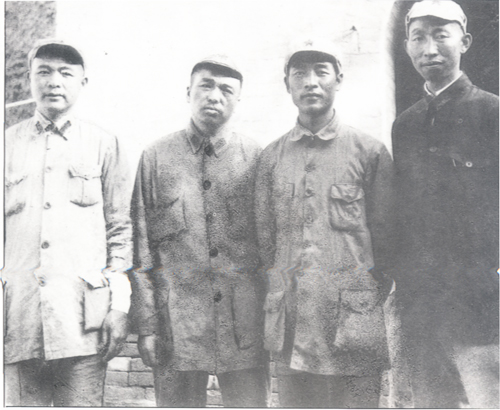
Xu Haidong, Peng Dehuai e Peng Xuefeng no norte de Shaanxi, em 1936.
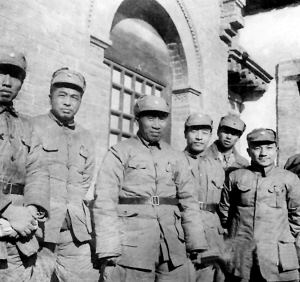
O quartel-general do Exército da Oitava Rota em 1938. Presentes estão Zuo Quan, Peng Dehuai, Zhu De, Peng Xuefeng, Xiao Ke e Deng Xiaoping.
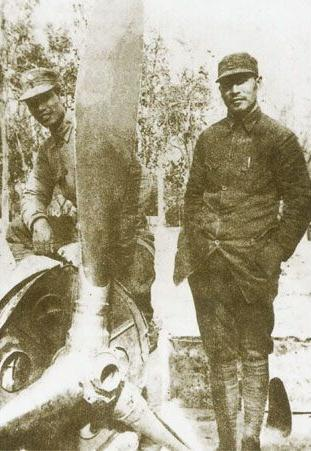
Peng Xuefeng e Zhang Zhen posando ao lado dos destroços de uma aeronave japonesa em 1940.